# 原田哲也
原田 哲也（はらだ てつや、英: Tetsuya Harada、1970年6月14日 - ）は、千葉県千葉市出身の元オートバイ・ロードレースライダー。
1993年ロードレース世界選手権GP250チャンピオン。WGP通算17勝（日本人最多タイ）。WGP通算表彰台55回（日本人最多）。
ニックネームは、冷静沈着なレース運びから『クールデビル』。ゼッケンは31番を好んで使用していた。

## 略歴

### ～1992年
1981年ポケバイレースデビュー。16歳で二輪免許所得後、すぐにロードレースにデビューし、1987年筑波選手権125ccチャンピオン獲得。
1988年、全日本ロードレース選手権併催のジュニア125で全戦全勝した後、国際A級昇格となりヤマハとファクトリー契約。1989年、全日本ロードレース選手権250ccクラスに参戦しA級初年度でランキング4位となる。1990年、シーズン開始時はTZ250で参戦していたが、シーズン半ばよりワークスマシンのYZR250を得る。さらにその後、シーズン途中にもかかわらず、ヤマハの方針によりYZR250から91年式TZ250の先行開発モデルにマシンを変更。岡田忠之を筆頭とするホンダNSR250勢を相手に、ファクトリー製の来年型マシンとはいえ、市販レーサーで戦い抜くという過酷なシーズンになる。1991年は、前年に原田自身が手掛けた91年式TZの改良版であるTZM250（Mはモディファイの意味）をヤマハから貸与される。フレームはTZのままだが、エンジン特性や細部に関しては原田の要求仕様になっている。1992年、全日本ロードレース選手権GP250クラスチャンピオン獲得。このときの岡田とのタイトル争いは熾烈で、第6戦の鈴鹿では全日本ロードレース選手権史上初の同着・両者優勝を記録した。

### 1993年
1993年より、ヤマハワークスライダーとして世界選手権参戦。マシンは原田が1992年に手掛けた93年式TZ250の改良版、TZ250Mである。開幕戦オーストラリアGP（イースタンクリーク）で、原田はラッキーストライク・スズキのRGV-Γを駆るジョン・コシンスキーとマッチレースを展開。最終ラップのストレートでスリップストリームを使い、わずかに原田がコシンスキーに先行し、初参戦で初優勝という快挙を成し遂げた。第4戦スペインGPで起きた事故で親友・若井伸之を亡くす悲劇を乗り越え、最終戦でロリス・カピロッシをポイントで逆転し､1977年に350ccクラスで片山敬済が戴冠して以来、16年ぶりの日本人の世界チャンピオンになった。

### 1993年最終戦・FIM GP
スペインのマドリッド郊外、ハラマサーキットで迎えた最終戦・FIM GPは、急遽代替開催としてカレンダーに組み込まれたにもかかわらず、近年のシーズンにしては珍しく、客席が空席なく埋まるほどの大観衆の前で開催された。原田がタイトルを獲得するには、たとえこのレースで優勝しても、チーム・ピレリのカピロッシが4位以下にならなければタイトル獲得は成らないという非常に厳しい状況であった。カピロッシのマシンはホンダ・NSR250。対する原田のヤマハ・TZ250MはストレートスピードでNSRに後れを取っており、周囲はカピロッシ断然優位と見ていた。
序盤、レースはチェスターフィールド・アプリリアのジャン・フィリップ・ルジアが優位にレースを進め、単独トップに躍り出る。この年のルジアは非常に安定しており、ここまでリタイアはマシントラブルによるものだけであった。しかしルジアはフロントからスリップダウン、転倒によりリタイアとなってしまう。代わってトップに躍り出たのは同じくアプリリアのロリス・レジアーニ、2位にロスマンズ・カネモト・ホンダのマックス・ビアッジ、カピロッシと原田は3位のポジションを争っていた。原田の後ろを走っていればタイトル決定のカピロッシではあったが、カピロッシはそれをよしとせず、表彰台に上ってのタイトル獲得を目指していた。それでも原田は粘るカピロッシをかわし、3位に躍り出る。
原田にパスされたことで焦りを感じたカピロッシは、コースを大きくオーバーラン。転倒こそ免れたものの原田から大きく離されてしまう。だが、原田がタイトルを獲得するには優勝が必須であり、これだけではカピロッシの優位は動かない。原田は前を行くビアッジとレジアーニのトップ争いに加わり、まずビアッジをパス。さらにトップを行くレジアーニを捕らえ、トップに躍り出る。レジアーニもそう簡単に先行を許さず、一度は1コーナーで原田をパスするが、原田は2コーナーで再びレジアーニをパスして、そのまま後続を引き離しにかかる。レジアーニは原田を深追いすることはせず、2位キープに回る。最終ラップ、原田がコントロールラインをトップで通過。以下レジアーニ、ビアッジという順位で通過し、カピロッシはアルベルト・プーチにも抜かれ、5番手に後退する。原田はそのままリードを守り切ってシーズン通算4勝目を飾り、1度は遠ざかった世界チャンピオンをその手に引き寄せた。
この模様は、地上波ではテレビ大阪（TVO）の千年屋俊幸が、BS放送ではWOWOWの柄沢晃弘（解説・八代俊二）が現地から実況を担当し、日本のお茶の間にレースの模様を伝え、WOWOWの放送センター内では現地からの生中継で一部のファンに公開された。（このとき、TVOのブースとWOWOWのブースが隣同士だったため、WOWOWの音声に千年屋の音声が飛び込むハプニングも発生した）
チェッカーを受けた後も原田はチャンピオンを獲得したことを知らず､大喜びするスタッフを見て「何でそんなに喜んでいるのかな?」と思い、ピットに帰って、ようやくチャンピオンになったことを知らされた。レース後の記者会見でも、「タイトルのことは頭になく、とにかくレースに勝つことだけに集中してました。ピットに帰って来て、みんなが大騒ぎしていて、タイトルが獲れたと聞いて驚いてます」と語った。
イタリアのプレスからは2位のレジアーニにも質問が向けられた。「君が原田を抑えれば、カピロッシがタイトルを獲れたではないか?」との質問に対し、レジアーニは「今日の原田はとても速かった。だから、今日の原田は誰にも抜けなかったんだ。」と語った。表彰台で、原田はドラマチックなレースに酔いしれた大観衆の歓声に迎えられた。大観衆は東洋から来た小さな若者を、スタンドが震えんばかりの「オーレ」の大合唱で迎えた。

### 1994年～1998年
1994年はゼッケン1を付けてヤマハ・モーター・フランスからエントリーするが、1勝もできずにランキング7位に甘んじる。翌1995年からはウェイン・レイニー率いるマールボロ・ヤマハ・チーム・レイニーの250ccクラスのエースとなる。この時期は宿命のライバル､アプリリアのビアッジと壮絶なバトルを繰り広げた。ビアッジの駆るアプリリア・RSV250は圧倒的なトップスピードを誇り、原田のヤマハTZ-Mはハンドリングには勝るものの直線で引き離されるという苦しい戦いが続いた。結局善戦しながらも、1994年から3年連続でチャンピオンをビアッジに譲ってしまう。この年、原田は「ビアッジに負けているんじゃない！アプリリアに勝てないだけだ！」とコメントしている。原田の繊細で緻密なライディングテクニックは誰もが認めるところで、ヤマハの供給するマシンの性能がアプリリアよりも劣るのは誰の目にも明らかであり、さらにチャンピオンライダーとしての待遇面のミスマッチも指摘されていたため、レース界でもこの発言をただの妬みと捉える見方は少なかった。
1996年、ヤマハは原田と共に世界タイトルを奪還するために新型YZR250の開発を決断する。YZR250は原田一人にだけ用意された「原田スペシャル」とも呼べるマシンであった。原田はこの年、第2戦で早くもYZR250を勝利に導くものの、その後は熟成不足が祟って思う様な成績を残せず、シーズン途中でヤマハとの契約解除を発表。日本国内から始まって約8年間に及んだヤマハファクトリーと原田の契約は双方合意の元に解消されるに至った。この時、急遽空席となったYZR250のシートを託されたのが、プライベーターとしてGP250に参戦していた新人のセテ・ジベルナウである。
その後、原田はアプリリアのファクトリーチームと契約を結ぶ。アプリリアは原田が世界GPにデビューした直後から彼の才能を高く評価し、原田が新人で世界チャンピオンを獲得するという偉業を達成すると、さらに獲得を強く望んだ。そして原田とヤマハファクトリーとの契約が解消されると直ちに原田獲得に動いた。原田もライバルのビアッジが乗るマシンに憧れと興味があった。アプリリアは念願の原田獲得が実現すると、3年連続世界チャンピオンを獲得したビアッジを放出するという驚くべき行動に出て、ゼッケン1よりも原田というライダーを選択したことを内外に知らしめた。この時代、日本人スポーツ選手が海外チームと契約する場合は金や日本市場進出といった実力以外の要素が絡むケースが非常に多かったが、原田とアプリリアの契約はそうした要件が一切絡まず、純粋に選手の実力のみを評価して結ばれた点が特筆される。この契約により、原田は日本人ライダーとして海外のファクトリーチームと契約する初のライダーとなった。
当時ヤマハYZR250とホンダ・NSR250はリードバルブエンジンを搭載していたのに対し、アプリリア・RSV250はロータリーディスクバルブエンジンを搭載していた。原田はこの秋に初めてアプリリアのマシンをテスト走行した際、「乗る前はストレートでもっとドッカーン!としたエンジンパワーがあるかのと想像していたが、予想した程ではなかった。それだけビアッジが上手く乗っていたのだろう」とコメントしている。
一方、アプリリアを離れたビアッジは、1997年の開幕間近になってもシートを獲得できずにいた。これに対してホンダが動き、プライベートチームにNSR250を貸与し、ようやくビアッジのGP250参戦が決定した。念願であったアプリリアのマシンを獲得した原田は、勝てないのはマシンの差だという過去の自らの発言が正しいことをレースで証明しなければならなかった。一方のビアッジも、マシンの力ではなく自分の実力で3年連続タイトルを獲得したことを証明しなければならなかった。
1997年、原田は前半戦に不運に見舞われたが、フランスGPやオランダGPでトップスピードを如何なく発揮して2連勝。ドイツGPでは最終ラップで4人の混戦の中、最終コーナー手前で抜き去り3勝目をマークするが、結局ビアッジの4年連続タイトル獲得を許し、ランキング3位となった。
1998年、原田はチームメートのカピロッシや若きバレンティーノ・ロッシをも翻弄する円熟したレース運びで序盤のアドバンテージを築き上げるが、転倒による骨折が仇となり、最終戦のアルゼンチンGPを残してカピロッシにポイントリーダーを明け渡す。それでもここで原田がカピロッシに先行して2位以内に入れば逆転でシリーズチャンピオンとなることができた。決勝では白熱したデッドヒートが展開され、最終ラップで原田はロッシに次ぐ2位を確保、5年振りのタイトル獲得かと思われた。ところが、最終コーナーで原田はカピロッシの無理な突っ込みによる接触を受け、コースから弾き出されて転倒・リタイア。カピロッシがチャンピオン獲得となった。
レース後、カピロッシは一時失格となるが、後日スポーツ仲裁裁判所で失格処分が取り消されて2位が確定、チャンピオンも確定した。一方、リタイアした原田はポイントでロッシに抜かれ、ランキング3位でシーズンを終えることとなった。直後のインタビューで、原田は「ビアッジは大嫌いだがレースの中ではクリーンだった」「あんなことをしてまでチャンピオンが欲しいなら、そんなもの奴（カピロッシ）にくれてやる！」とコメントしている。しかし後年、原田は日本テレビの2006年日本GP特番でのインタビューで当時のカピロッシについて述懐し、「彼も可哀そうだった。93年に僕に負けて、また同じように負けることは彼自身、そしてイタリアのマスコミが許さない状況だった。あそこまでしてもチャンピオンを獲りたいと思う気持ちは大事なこと。日本人ライダーたちに欠けていることなのかも知れない」と理解を示している。

### 1999年～2002年
これらの歴戦がさらにアプリリアからの評価を上げ、1999年にはアプリリアの500ccクラス参戦に伴うエースライダーに抜擢される。原田は最高峰カテゴリーについて「自分は体が小さいので、500ccのような、体力が必要なクラスには向かないだろう」と語っていたが、「250ccの開発でできることはほとんどやり尽くした」として現実的な参戦を見据えるようになり、推定4億円という、日本人レーサーとしては破格のオファーもあり、参戦を決めた。なお、このオファーに対して阿部典史はニュースを見てこう語った。
　「500ccに参戦することになった原田さんの契約金が4億円。日本人もこんなに稼げるようになったんだって、ほんと、うれしい。お金だけが目標でレースをやっているわけじゃないけど、4億円のニュースはレースをやっている人たちの励みになったし、目標にもなると思う」と発言している。
与えられたマシンはもともと400ccから発展した、他チーム主力の4気筒と比べても非力なVツインエンジンであり、大排気量クラスで実績の乏しいダンロップタイヤの装着など、開発にはかなりの冒険が伴った。にもかかわらず、1999年のイタリアGPではポールポジションを獲得、決勝で3位を2度獲得するなど、マシン特性のツボにはまった時の速さは目を見張るものがあった。しかしMotoGPクラス創設が正式に決まって以降、参戦する各社は4ストロークエンジンの開発が至上課題となり、もともと予算に限りがあったアプリリアは最高峰クラスからの一時撤退を余儀なくされる。この時期、概ねスタッフと良好な関係を築いていた原田にとって、期待外れの2年間となった。
2001年、再びGP250クラスに戻り、新鋭の加藤大治郎と熱戦を展開してランキング2位を獲得、今尚、アプリリアのエースであることを証明した。
2002年、ホンダのサテライトチームであったプラマック・レーシングに移籍、MotoGP（旧GP500）クラスでホンダ・NSR500に乗ることになった。前年にロッシがチャンピオンを獲得したマシンと同型であり、活躍に期待が集まったが、4ストローク990ccの信頼性・優位性が高まるにつれ、2ストローク500ccに乗る原田は苦戦を強いられ、不本意な成績に終わる。
この年の末、ブリヂストンタイヤの開発を条件にRC211Vによる参戦継続の可能性もあったが、自身の将来や様々な条件面を考慮した結果、ロードレースからの引退の決断を下す（この時、原田の代わりに抜擢されて参戦したのが玉田誠である）。引退記者会見には、これまで所属したヤマハ・アプリリア・ホンダの3メーカーの関係者を始め、長年のライバルであるビアッジも訪れ、原田の引退を惜しんだ。この時、ビアッジは「哲也は真のライバルだった。今の自分があるのは彼のお陰だ」と原田を称えた。

### 引退後
モナコに居を構える。時折MotoGPのテレビ解説をしたり、遊びでカートレースに参戦する程度で、悠々自適の生活を送っている。同じくモナコに住居がある佐藤琢磨とは、家族ぐるみでの付き合いをする仲だという。
2005年には、マセラティのワンメイクレース「マセラティ・トロフィー」の第2戦バルセロナ以降にフル参戦し、「これを機に本格的に四輪レースに転向するのではないか」とも思われたが、その後は本格参戦の動きはない。
2007年10月、阿部典史の葬儀に出席した際は、「天国で大ちゃん（加藤大治郎）とレースをして欲しい」と語った。
2020年にネクス・レーシングのチーム監督に就任。ネクス・レーシングは白井一成氏の呼びかけのもと2014年から鈴鹿8時間耐久ロードレースに参戦している。チーム監督就任について原田は「現役時代から8耐の話があったが、当時は250ccに専念したいとの思いから参加することはなかった。しかし、引退してから8耐への興味が強くなり、何らかの形で関わりたいと思っていたところネクス・レーシングからオファーを頂いた。レースではライディングやメンタル部分での指導、そして、鈴鹿8時間耐久レースを盛り上げるために尽力したい。毎年表彰台に乗っているチームなので優勝を狙い、最低でも表彰台に乗れるよう頑張ります」と語っている。　監督に就任した2020年の鈴鹿8耐は新型コロナウイルス感染症拡大の影響で開催中止。翌2021年にはNCXX RACING with RIDERS CLUBチームとして新体制で臨み、ライダーに伊藤勇樹、長尾健吾・健史兄弟の3選手を擁してテスト走行を重ねたが、前年同様に開催中止となった。
2021年に実業之日本社から刊行されているバイク雑誌3誌（BikeJIN/培倶人、CLUB HARLEY、RIDERS CLUB）のエグゼクティブ・アドバイザーに就任した。この理由について原田は実業之日本社社主白井一成との対談で「自分がお世話になったバイク業界に少しでも恩返ししたい。バイクの楽しさを知ってもらうためにバイクを使ったいろんな遊びのスタイルを提案していきたい。安全に乗ってもらうために僕のレース経験も役に立つのではないか」と語っている。

## エピソード
- 実家は千葉県千葉市若葉区で居酒屋を経営している。原田は高校には進学せず、実家で焼き鳥を焼くなど手伝いながら週末にレース活動をしていた。レーサーとして通用しなかったら、そのまま家業を継ごうと思っていたと語っている[8]。
- アプリリア在籍中の1997年シーズン初頭、レース後の表彰式においてメーカーの母国・イタリアの国旗を掲げた原田の厚意を知ったアプリリアの社長が感激し、自身の息子と知恵を出し合い、原田への返礼として原田のマシンの両側面にデザインされる「RACING」の英文字部分を、原田の母国語である日本語カタカナ表記の「レーシング」へと変更するよう、チームへ要望した。かくして制作された原田専用グラフィックだったが、イタリアGPに向けて実物の確認に立ち会った原田が見たものは、レーシングではなくレーシン「ゲ」と誤って切り出されたシートであった。原田はカタカナ文字の上下すら理解できていないエンジニアを相手に、「こことここを切り取ってくれ」とシートの加工を指示し、「ゲ」を「グ」に変えた。また原田自身はこの自分専用のカタカナ・グラフィックに違和感を抱いており、第11戦・イギリスGPが開催されたドニントンパークで行われた日本のテレビ番組の収録で、進行役を務めていたモータージャーナリストの山田純から「哲っちゃんのやつ（アプリリアRS250）に、あの”レーシング”って（カタカナで）、書いてあるじゃないですか」と問いかけられた際に「あれね、僕ね、嫌なんですよ、実を言わせてもらうと」とアプリリアの社長とその息子からの提案を断れなかったと苦笑交じりに証言しており、シーズン後のインタビューでも「イタリア人が見るとカタカナがクールだって言うんだけど、僕からすればアレはかっこ悪かった。当時のマシンで唯一気に入らない部分だった」と語っている。
- 1998年の事件から因縁のあるカピロッシだが、カピロッシ一家も原田と同じモナコに住んでおり、互いの子供が同じ学校に通うなどをきっかけに交流が始まり、互いの事を「今やほぼ毎日のように顔を合わせる仲（原田）」「非常に親しい友人同士（カピロッシ）」と語るなど、カピロッシが引退する以前から既に良好な関係にある[9][10]。
- アプリリア在籍時はヨーロッパ全土向けの食品や家電品のCMに数千万円のギャラで出演しており、当時「イタリアでもっとも有名な日本人」と言われた。その人気ぶりは、「イタリアのガソリンスタンドで給油していたら、あっという間に人だかりができてサイン大会が始まった」「モデナ空港で並んでいた際、警備員に『お前ハラダじゃないのか？』と尋ねられ『そうだ』と答えると、『こっちへ来い』とVIPが使用するカウンターに連れていかれた」（いずれも本人談）と枚挙にいとまがない。

## 記録
- 1981年 - 10歳、ポケバイデビュー
- 1983年 - 12歳、ミニバイクレースを始める
- 1987年 - 筑波選手権GP125 チャンピオン
- 1988年 - 全日本ロードレース選手権ジュニア125 チャンピオン
- 1989年 - 全日本ロードレース選手権国際A級250 ランキング4位（ヤマハ）
- 1990年 - 全日本ロードレース選手権国際A級250 ランキング2位（ヤマハ）

ロードレース世界選手権日本グランプリ7位
- 1991年 - 全日本ロードレース選手権国際A級250 ランキング2位（ヤマハ）

ロードレース世界選手権日本グランプリ6位
- 1992年 - 全日本ロードレース選手権国際A級250 チャンピオン（ヤマハ）

ロードレース世界選手権日本グランプリリタイヤ
- 1993年 - ロードレース世界選手権GP250 チャンピオン（4勝:AUS、JPN、SPA、FIM（ハラマ）／ヤマハ）
- 1994年 - ロードレース世界選手権GP250 ランキング7位（ヤマハ）
- 1995年 - ロードレース世界選手権GP250 ランキング2位（1勝:SPA／ヤマハ）
- 1996年 - ロードレース世界選手権GP250 ランキング8位（1勝:INA／ヤマハ）
- 1997年 - ロードレース世界選手権GP250 ランキング3位（3勝:FRA、NED、CZE／アプリリア）
- 1998年 - ロードレース世界選手権GP250 ランキング3位（5勝:MAL、FRA、MAD、GER、CZE／アプリリア）
- 1999年 - ロードレース世界選手権GP500 ランキング10位、ルーキーオブザイヤー（アプリリア）
- 2000年 - ロードレース世界選手権GP500 ランキング16位（アプリリア）
- 2001年 - ロードレース世界選手権GP250 ランキング2位（3勝:ITA、CZE、パシフィック／アプリリア）
- 2002年 - ロードレース世界選手権MotoGP ランキング17位（ホンダ）

1988年から1992年までのポイントシステム：
| 順位     | 1  | 2  | 3  | 4  | 5  | 6  | 7 | 8 | 9 | 10 | 11 | 12 | 13 | 14 | 15 |
| ポイント | 20 | 17 | 15 | 13 | 11 | 10 | 9 | 8 | 7 | 6  | 5  | 4  | 3  | 2  | 1  |

1993年以降のポイントシステム：
| 順位     | 1  | 2  | 3  | 4  | 5  | 6  | 7 | 8 | 9 | 10 | 11 | 12 | 13 | 14 | 15 |
| ポイント | 25 | 20 | 16 | 13 | 11 | 10 | 9 | 8 | 7 | 6  | 5  | 4  | 3  | 2  | 1  |

(key)（太字はポールポジション、斜体はファステストラップ）
| 年     | クラス | チーム                | マシン      | 1      | 2      | 3      | 4      | 5      | 6      | 7       | 8      | 9       | 10      | 11     | 12      | 13      | 14     | 15     | 16     | ポイント | 順位 | 勝利数 |
| ------ | ------ | --------------------- | ----------- | ------ | ------ | ------ | ------ | ------ | ------ | ------- | ------ | ------- | ------- | ------ | ------- | ------- | ------ | ------ | ------ | -------- | ---- | ------ |
| 1990年 | 250cc  | ヤマハ                | TZ250       | JPN 7  | USA -  | ESP -  | NAT -  | GER -  | AUT -  | YUG -   | NED -  | BEL -   | FRA -   | GBR -  | SWE -   | CZE -   | HUN -  | AUS -  |        | 9        | 27位 | 0      |
| 1991年 | 250cc  | Nescafé Can RT ヤマハ | TZ250       | JPN 6  | AUS -  | USA -  | ESP -  | ITA -  | GER -  | AUT -   | EUR -  | NED -   | FRA -   | GBR -  | RSM -   | CZE -   | VDM -  | MAL -  |        | 10       | 24位 | 0      |
| 1992年 | 250cc  | Nescafé Can RT ヤマハ | TZ250       | JPN NC | AUS -  | MAL -  | ESP -  | ITA -  | EUR -  | GER -   | NED -  | HUN -   | FRA -   | GBR -  | BRA -   | RSA -   |        |        |        | 0        | -    | 0      |
| 1993年 | 250cc  | Telcor ヤマハ Valesi  | TZ250       | AUS 1  | MAL 2  | JPN 1  | ESP 1  | AUT 6  | GER 6  | NED 2   | EUR NC | RSM 3   | GBR DNF | CZE 6  | ITA DNF | USA 5   | FIM 1  |        |        | 197      | 1位  | 4      |
| 1994年 | 250cc  | ヤマハ of France      | TZ250       | AUS -  | MAL -  | JPN 9  | ESP 7  | AUT NC | GER 7  | NED NC  | ITA 2  | FRA 8   | GBR 4   | CZE NC | USA 3   | ARG 3   | EUR 5  |        |        | 109      | 7位  | 0      |
| 1995年 | 250cc  | マールボロ ヤマハ     | TZ250       | AUS 2  | MAL 2  | JPN 4  | ESP 1  | GER 2  | ITA 2  | NED DNS | FRA 5  | GBR 2   | CZE 2   | BRA 5  | ARG 2   | EUR 2   |        |        |        | 220      | 2位  | 1      |
| 1996年 | 250cc  | マールボロ ヤマハ     | YZR250      | MAL 2  | INA 1  | JPN NC | ESP 2  | ITA 6  | FRA 3  | NED 10  | GER NC | GBR DNS | AUT NC  | CZE 9  | IMO NC  | CAT -   | BRA -  | AUS -  |        | 104      | 8位  | 1      |
| 1997年 | 250cc  | アプリリア            | RS250       | MAL 2  | JPN 3  | ESP 2  | ITA NC | AUT 18 | FRA 1  | NED 1   | IMO 5  | GER 1   | BRA 2   | GBR 2  | CZE 3   | CAT 4   | INA 4  | AUS 5  |        | 235      | 3位  | 3      |
| 1998年 | 250cc  | アプリリア            | RS250       | JPN 4  | MAL 1  | ESP NC | ITA 3  | FRA 1  | MAD 1  | NED DNF | GBR 2  | GER 1   | CZE 1   | IMO 10 | CAT 2   | AUS DNF | ARG NC |        |        | 200      | 3位  | 5      |
| 1999年 | 500cc  | アプリリア            | Aprilia 380 | MAL 13 | JPN NC | ESP NC | FRA 3  | ITA 4  | CAT 4  | NED 11  | GBR 3  | GER 7   | CZE 5   | IMO 13 | VAL 11  | AUS NC  | RSA 15 | BRA 12 | ARG 11 | 104      | 10位 | 0      |
| 2000年 | 500cc  | Blu アプリリア        | Aprilia 380 | RSA NC | MAL 12 | JPN NC | ESP 11 | FRA 10 | ITA NC | CAT 9   | NED 12 | GBR NC  | GER NC  | CZE 14 | POR 14  | VAL NC  | BRA 13 | PAC 13 | AUS 14 | 38       | 16位 | 0      |
| 2001年 | 250cc  | MS アプリリア         | RS250       | JPN 2  | RSA 3  | ESP 2  | FRA 2  | ITA 1  | CAT 2  | NED 24  | GBR 18 | GER 3   | CZE 1   | POR 3  | VAL 2   | PAC 1   | AUS 2  | MAL 2  | BRA 6  | 273      | 2位  | 3      |
| 2002年 | MotoGP | プラマック-ホンダ     | NSR500      | JPN 11 | RSA 12 | ESP 10 | FRA NC | ITA 10 | CAT 13 | NED 13  | GBR 11 | GER NC  | CZE 15  | POR 10 | BRA 13  | PAC 15  | MAL NC | AUS 14 | VAL 14 | 47       | 17位 | 0      |

## 連載
- 世界GP王者・原田哲也のバイクトーク（ヤングマシン、2019年1月 - ）[11]

## 参照
1. ↑  もう一人はGP250の加藤大治郎。
2. ↑  片山敬済の実際の国籍は韓国（在日韓国人）である為、正確には「日本人初」だが、片山敬済は国籍を「日本」としてエントリーしており、実際にマシンに描かれた国旗、優勝時に掲げられた国旗・流された国歌も全て日本のものであった為、国籍公表後の今日においても広く日本人として認識されている
3. ↑  再現! テレビ大阪WGP解説?! - やまじゅんのプライベートトーク・2009年12月8日
4. ↑  “「来年は走りに専念できる」：ノリックの「Ｎｏ Ｌｉｍｉｔ」”. f1express.cnc.ne.jp. 2023年2月23日閲覧。
5. ↑  全日本で岡田さんと走れたことが大きかった - 長野博 V6エンジン・2010年9月12日
6. ↑  NCXX RACING参戦体制
7. ↑  バイクをもっと面白く！第1回 幅広く「バイク遊び」を提案したい　RIDERS CLUB
8. ↑  レーシングヒーローズ 原田哲也インタビュー ソニーマガジンズ
9. ↑  “世界GP王者・原田哲也のバイクトーク 01「カピロッシ？ 今じゃ親友だよ」 | WEBヤングマシン｜最新バイク情報”. WEBヤングマシン (2019年1月15日). 2020年8月21日閲覧。
10. ↑  “カピロッシ引退会見：あの時、原田を追い越してなかったら…｜ITATWAGP | イタたわGP”. ITATWAGP | イタたわGP (2011年9月1日). 2020年8月21日閲覧。
11. ↑  連載：世界GP王者・原田哲也のバイクトーク【独占Webコラム】 - ヤングマシン